# Conor Leahy
Conor Leahy, född den 16 april 1999, är en australisk tävlingscyklist.
Leahy var en del av det australiska laget som tog brons i lagförföljelse vid samväldesspelen 2022. Vid samma mästerskap tog han brons i det individuella förföljelseloppet. Vid OS 2024 ingick han i det australiska lag som tog guld i lagförföljelse.